# Rudolf von Schlitz
Rudolf-Johann Georg Ludwig Sittig Graf von Schlitz genannt von Görtz und von Wrisberg (geb. 8. Januar 1884 in Berlin; gest. 21. Dezember 1933 in Göttingen) war ein deutscher Adeliger, Rittmeister und Rittergutsbesitzer.

## Leben

### Herkunft
Rudolf-Johann von Schlitz war der älteste Sohn des Hauptmanns Lubbrecht Schlitz genannt von Görtz und von Wrisberg (1851–1989) und Valeska Sophie Melanie Amalie Elsbeth, geb. von Rudolphi (1858–1916), Tochter des späteren Generalmajors und Intendanten des Hoftheaters Carl Emil Adolf von Rudolphi (1825–1890). Sein Großvater war Gustav von Schlitz genannt von Görtz-Wrisberg, welcher auch Herr auf Brunkensen und Brünnighausen war.

### Werdegang
Rudolf-Johann von Schlitz war bis 1910 aktiver Offizier. Am 18. August 1904 zum Leutnant befördert war er 1908/09 im Ulanen-Regiment 16 in Salzwedel und hatte bis dahin das Ritterkreuz II. Klasse des Königlich sächsischen Albrechts-Orden erhalten. Im Ersten Weltkrieg war er als Reserveoffizier eingesetzt und wurde u. a. mit dem Eisernen Kreuz I. Klasse ausgezeichnet.
Er war international aktiver Turnierreiter und Kursleiter für die Vorbereitung der deutschen Mannschaft zu den Springkonkurrenzen der Olympiade 1928 in Holland.
Nach seinem Austritt 1910 aus dem Militär verwaltete er den Gutsbesitz Brunkensen, der seit 1272 im Besitz der Familie Schlitz war und 145 ha umfasste, und Brünnighausen mit 103 ha. Während des Ersten Weltkriegs verwaltete seine Frau Elsa die Güter, wie auch nach seinem Tod ab 1933.

### Familie
Am 29. Oktober 1910 heiratete er in Berlin Elsa Meyer (1882–1968). Das Paar hatte drei Kinder, u. a. der Designer Albrecht Graf von Goertz, welcher im September 1936 in die USA emigriert war. Seine Frau wurde Anfang 1944 aufgrund der Judenverfolgung des NS-Staates  in das Ghetto Theresienstadt deportiert. Sie überlebte und wurde 1945 befreit.